# Anton Hlinka
Anton Hlinka (31. října 1926, Valaská Belá – 26. března 2011) byl slovenský římskokatolický aktivista, významná osobnost exilu, katolický kněz, teolog a filozof, salesián, univerzitní profesor, publicista a překladatel.

## Život
Sedm tříd studoval na gymnáziu v Trnavě a oktávu v Galantě, kde roku 1948 odmaturoval. Na pokyn svých salesiánských představených, zejména Ernesta Macáka, emigroval v létě 1951 do Rakouska a o několik měsíců později do Itálie. V roce 1952 přijal kněžské svěcení. Absolvoval studium teologie, filozofie a psychologie postupně v Turíně, Vídni a v Římě. V letech 1958 až 1967 přednášel filozofii v salesiánských seminářích ve Vídni, Kolíně nad Rýnem a v Catanii. V roce 1961 získal v Římě doktorát filozofie obhajobou práce "Die theologischen Grundlagen der Bildungslehre Theodor Litts", která později vyšla i tiskem. V letech 1967–1971 působil jako studentský kaplan v Miláně.
Následně opustil vědeckou a pedagogickou dráhu a nastoupil do rozhlasu Svobodná Evropa na místo redaktora nábožensko-kulturních programů, kde působil až do roku 1990. Později z vlastní iniciativy převzal i vysílání v Hlasu Ameriky a v Radiu Stefanus, v nichž působil jako dopisovatel a redaktor až do roku 1990. Hlinka zredigoval přes 25 knih pro Slováky v zahraničí a doma. V roce 1991 se vrátil na Slovensko a vyvíjel intenzivní spisovatelskou, publicistickou a kazatelskou-pastorační činnost, přičemž hojně využíval rozhlas a televizi. V srpnu 1991 obnovil Slovenskou katolickou akademii a byl zvolen jejím rektorem. V rámci ní se pořádaly přednáškové kurzy a rozvíjela se činnost pro katolickou inteligenci v odborných sekcích.
Jako vysokoškolský pedagog se v roce 1995 habilitoval na docenta na Cyrilometodějské teologické fakultě UK v Bratislavě a v roce 1997 se stal profesorem filozofie na Filozofické fakultě UKF v Nitře. V letech 1996–1999 přednášel na Filozofické fakultě Univerzity sv. Cyrila a Metoděje v Trnavě. V roce 1997 mu byl prezidentem republiky udělen Řád Andreje Hlinky I. třídy. V roce 2000 vážně onemocněl.

## Dílo (výběr)
- Die theologischen Grundlagen der Bildungslehre theodor Litts (dizert.), 1961 (2. 1968).
- Od fyziky a techniky k Bohu. In: Most, 1962, č.. 3–4, s. 123–133.
- Teoretické příčiny konfliktu mezi komunismem a křesťanstvím. In: Most, XII, 1965, s. 14–32.
- K širším obzorem, Řím 1968, 350 s. (7. vyd. B 1993)
- Cesty k nekonečnu. Základní otázky přirozené teologie, Řím 1970, 191 s., 2. vyd.. 1976, Bratislava 1991 (4. vyd.. B. 1974).
- Světlo z Lisieux, 1973 (4. vyd.. Bratislava 1993).
- Tomáš Akvinský: Mistr dialogu. In: Echo, 1974, č.. 8, s. 6–12.
- Myslitelé a myšlenky, RI 1977 (Matice slovenská 1993).
- 20 +10 Jahre danach, 1978.
- ČSSR zur Lage der katholischen Kirche in der Slowakei, Küsnacht, 1978, 50 s.
- Apartheid, Bern 1979 (2. 1982).
- Víra velkých vědců, Řím 1979 (4. vyd.. Bratislava 1988, Slovenský ústav sv. Cyrila a Metoděje, podtitul: Diskuse na téma: Bůh neexistuje, věda to dokázala, 1990, Alfa, ISBN 80-7090-255-8.).
- Když rozkvete rumiště 1981
- Síla slabých a slabost silných. Diskuse na téma: Církev na Slovensku v letech 1945–89, 1982,
- Nebeský chrt, 1982.
- Ozvěna slova 1.–2. zv., Zagreb 1982-1985 (2. vyd.. Bratislava 1992).
- Otázky dneška, Řím 1983, 519 s.
- Mistr dialogu (Tomáš Akvinský). In: vedectvo víry 3, 1992, s. 312–318.
- Ozvěna slova 3, 1992, Alfa, ISBN 80-05-01040-0.
- Ozvěna slova 4. Blahá v horizontu lidské zkušenosti, 1993, Alfa, ISBN 80-05-01130-X.
- Ozvěna slova 5. Desatero. Don Bosco, 1994.
- Slovo do týdne, 1996, Salus, ISBN 80-967485-1-3, (2 vyd.. 1996, Don Bosco, ISBN 80-85405-56-3)
- Ozvěna slova 6
- Ozvěna slova 7
- Každý se může změnit. Dynamické modely chování, B 1994, 405 s.
- Člověk bez budoucnosti. In: Verbum, 1996, č. 6, s. 330–333.

## Překlady (výběr)
- Carretto, Carlo: Poušť uprostřed města, RI 1979, 143 s.
- Carretto, Carlo: Listy z pouště, RI, 1980, 167 s.
- Carretto, Carlo: Přes poušť k Otci, RI 1983, 461 s.
- Lippert, Peter: Člověk Job promlouvá Bohu, RI, 1980, 207 s.
- Schmaus, Michael: Svátosti, RI, 1981, 437 s.
- Ratzinger, Joseph – Kasper, Walter: Vím komu jsem uvěřil, RI 1984 (1987), 431 s.
- Schumacher, Ernst Friedrich: Po stupních bytí, 1985.

## Práce o něm
- Letz, J.: In: Lexikon katolických kněžských osobností Slovenska. Prešov, 2000, s. 491–493.
- Zelenay, Gabo: Osamělý bojovník Anton Hlinka. Bratislava 2001.
- Letz, J.: Slovenská křesťanská filozofie 20. století a její perspektivy, 2010, s. 94–96, 98, 123, 144, 149, 320.